# Man on the line (lied)
Man on the line is een single van Chris de Burgh. Het is afkomstig van zijn album Man on the line. De single is waarschijnlijk alleen in Nederland uitgebracht.
In Man on the line wordt De Burgh steeds gestoord door een man aan de telefoon die De Burghs vrouw wil spreken. B-kant Taking it over the top over succes in de zakenwereld was in Nederland al bekend als B-kant van The head and the heart (nummer).
De single haalde geen notering in de hitparades van de Benelux.